# 云石肌蛤
邊網殼菜蛤（学名：Musculus cupreus）为殼菜蛤科邊綱蛤屬下的一个种。
，是贻贝目壳菜蛤科边纲蛤属的一种。

## 分佈
主要分布于韩国、中国大陆的遼寧、山東、廣東大亞灣、香港、台湾，常栖息在潮下带100米以内。

## 外部連結
- 維基物種上的相關：邊網殼菜蛤